# Яблонево (Кораблинский район)
Яблонево — село в Кораблинском районе Рязанской области, центр Яблоневского сельского поселения.

## География
Находится в 20 км к юго-западу от города Кораблино, высота над уровнем моря 138 м. В селе действует средняя школа, имеется 5 улиц:
- Ул. Зелёная
- Ул. Молодёжная
- Ул. Набережная
- Ул. Савиловская
- Ул. Центральная

## История
Находившаяся в селе Яблоневе церковь по окладным  книгам 1676 года именуется Пятницкою, при ней церковной пашни состояло 13 четвертей в поле, покосов на 30 копен. В составе прихода считалось 68 дворов помещиковых, 43 двора крестьянских, 7 дворов бобыльских, всего 119 дворов. В 1734 году при Пятницкой церкви показано только 53 приходских двора. Упоминаемая в XVII столетии в селе Яблоневе церковь в 1750 году была возобновлена, в 1844 году, вместо прежней  обветшавшей, поставлена деревянная Покровская церковь с приделами Пятницким и Богословским.
В XIX — начале XX века село являлось центром Яблоневской волости Скопинского уезда Рязанской губернии. Владели селом помещики Бунины. В 1906 году в селе был 91 двор.
С 1929 года село являлось центром Яблоневского сельсовета Кораблинского района Рязанского округа Московской области, с 1937 года — в составе Рязанской области, с 2005 года — центр Яблоневского сельского поселения.

## Население
| 1859 | 1897 | 1906 | 2010 |
| ---- | ---- | ---- | ---- |
| 567  | ↗643 | ↗777 | ↘205 |

## Достопримечательности
В селе расположена Церковь Покрова Пресвятой Богородицы (1915).
В 2012 году в Яблонево открыт обелиск участникам Великой Отечественной войны.

## Известные люди
В селе родился православный проповедник А. Е. Незлобин.